# Liste der Kulturdenkmäler in Elbingen
In der Liste der Kulturdenkmäler in Elbingen sind alle Kulturdenkmäler der rheinland-pfälzischen Ortsgemeinde Elbingen aufgeführt. Grundlage ist die Denkmalliste des Landes Rheinland-Pfalz (Stand: 21. Dezember 2021).

## Einzeldenkmäler
| Bezeichnung | Lage                                        | Baujahr                            | Beschreibung                                                                                                | Bild                           |
| ----------- | ------------------------------------------- | ---------------------------------- | --- | ------------------------------ |
| Hofanlage   | Bahnhofstraße 3 Lage                        | 17. Jahrhundert                    | Streckhof mit Niederlass, teilweise massiv, Fachwerk des 17. Jahrhunderts, Fachwerkscheune, 19. Jahrhundert | Fotos hochladen                |
| Quereinhaus | Hauptstraße 17 Lage                         | zweite Hälfte des 17. Jahrhunderts | Wohnteil eines Quereinhauses, Ständerfachwerk aus der zweiten Hälfte des 17. Jahrhunderts                   | weitere Bilder Fotos hochladen |
| Kreuz       | Hauptstraße, bei Nr. 17 Lage                | 1753                               | Kruzifix, bezeichnet 175[3]                                                                                 | Fotos hochladen                |
| Kreuz       | südwestlich des Ortes auf dem Friedhof Lage | 17. oder 18. Jahrhundert           | Kruzifix, Korpus aus dem 17. oder 18. Jahrhundert                                                           | BW                             |